# Mycetophila biusta
Mycetophila biusta är en tvåvingeart som beskrevs av Johann Wilhelm Meigen 1818. Mycetophila biusta ingår i släktet Mycetophila och familjen svampmyggor. Arten är reproducerande i Sverige. Inga underarter finns listade i Catalogue of Life.